# Норман Забускі
Норман Джуліус Забускі (англ. Norman Julius Zabusky; 4 січня 1929, Нью-Йорк — 5 лютого 2018, Беер-Шева) — американський фізик-теоретик і математик, автор робіт з нелінійної фізики, обчислювальної гідродинаміки й експериментальної математики, найбільш відомий за спільним з Мартіном Крускалом відкриттю солітонів у рівнянні Кортевега — де Фріза.

## Біографія
Норман Забускі народився 1929 року у Брукліні у родині Хаймана та Анни Забускі. Після закінчення Бруклінської технічної школи (англ. Brooklyn Technical High School) він вступив до Сіті-коледжу Нью-Йорка, де у 1951 році здобув ступінь бакалавра з електротехніки. Через два роки він здобув ступінь магістра з електротехніки у Массачусетському технологічному інституті, а у 1959 році — докторський ступінь з теоретичної фізики, захистивши у Каліфорнійському технологічному інституті дисертацію на тему «Гідромагнітна стійкість циліндричних потоків плазми» (англ. Hydromagnetic stability of a streaming cylindrical plasma, наукові керівники — Мілтон Плессет і Леверетт Дейвіс-мол.). Наступний рік Забускі провів як постдок в Інституті фізики імені Макса Планка у Мюнхені, а потім став дослідником у Лабораторії фізики плазми Принстонського університету. Вже у 1961 році він перейшов у Лабораторії Белла, де у 1968 році очолив перший відділ обчислювальних досліджень. У 1976—1988 роках учений обіймав посаду професора математики в університеті Піттсбурга, після чого перебрався у Ратґерський університет, де працював спочатку професором обчислювальної гідродинаміки (англ. State of New Jersey Professor of Computational Fluid Dynamics, а у 2000—2005 роках — професором прикладної фізики (англ. Donald H. Jacobs Chair in Applied Physics). Крім того, на початку 1990-х років в університеті Забускі заснував і керував Лабораторією візіометрики та моделювання (англ. Laboratory for Visiometrics and Modeling). Після виходу у відставку він був запрошеним дослідником в Інституті Вейцмана в Ізраїлі.
Забускі активно займався правозахисною діяльністю. З 1981 року він був членом Комітету занепокоєних вчених і протягом кількох років перебував у його консультативній раді. У 1970-і — 1980-ті роки вчений виступав на захист радянських «відмовників», під час візиту до СРСР у 1983 році зустрічався з низкою позбавлених роботи та права виїзду фізиків, через що за розпорядженням влади його вислали з країни.
Забускі помер 5 лютого 2018 від ідіопатичного легеневого фіброзу.

## Наукова діяльність
Забускі належить низка важливих результатів у нелінійній фізиці, обчислювальній гідродинаміці, експериментальній математиці. У першій половині 1950-х років він брав участь у прикладних дослідженнях, пов'язаних із військовими розробками, — займався розрахунками системи зворотного зв'язку для управління рухом торпед і моделюванням динаміки польоту керованих ракет типу «Сперров». У другій половині 1950-х років галуззю його досліджень стала фізика плазми, зокрема питання стійкості потоків замагніченої плазми, актуальні для розв'язання проблем керованого термоядерного синтезу. Вибір цього напряму досліджень вивів вченого на більш загальні та фундаментальні завдання, пов'язані з розв'язанням нелінійних рівнянь.

Розпад синусоїдальної хвилі на солітони, які спостерігали Забускі та Крускал при чисельному розв'язанні рівняння КДФ

У 1965 році разом з Мартіном Крускалом Забускі виявив стійке локалізоване рішення нелінійного рівняння Кортевега — де Фріза (КдФ), яке описує довгі хвилі на мілководді та яке вони отримали у континуальній межі при розгляді відомої проблеми Фермі — Паста — Улама (ФПУ). Хоча імпульсні рішення цього рівняння були відомі і раніше, чисельні розрахунки дозволили виявити нові несподівані властивості. Виявилося, що ці імпульси поводяться подібно до частинок, не руйнуючись при проходженні один через одного, а початкові збудження у системі розпадаються на серію таких імпульсів. Такі рішення, які Забускі та Крускал назвали солітонами, стали першим прикладом таких нелінійних хвиль, які зустрічаються у різних фізичних, хімічних, біологічних системах. Їхнє виявлення стало потужним стимулом для розвитку нелінійної динаміки, зокрема для розробки протягом наступних кількох років методу зворотної задачі розсіювання.
У другій половині 1960-х років Забускі спільно з Гері Дімом (англ. Gary Deem) чисельно досліджував солітонні рішення так званого модифікованого рівняння КдФ і поведінку нелінійного ланцюжка у проблемі ФПУ зі зміненими початковими умовами, виявивши нові її стани (так звані n-curve states, різновид дискретного бризера). Разом із Крускалом він досліджував закони збереження для рівняння КдФ, знайшов кілька нових його інваріантів і довів їхню єдиність. У 1971 році Забускі та Гелвін провели перше успішне порівняння результатів чисельного рішення рівняння КдФ з експериментальними вимірами хвиль на воді. З кінця 1960-х років наукові інтереси Забускі змістилися у бік обчислювальної гідродинаміки, зокрема, моделювання турбулентних потоків. Так, він показав необхідність обліку вихрових процесів для пояснення експериментальних результатів, пов'язаних із польотом балістичних ракет (1969, 1971); розробив алгоритм контурної динаміки (англ. contour dynamics) для двовимірного рівняння Ейлера (1973) й узагальнив цей метод на випадок іонізованої плазми в іоносфері (1980); ввів уявлення про так звані V-стани — поступово рухомий і незмінний одиночний вихор, який обертається (1978) і т.д.
Під час роботи з чисельного розв'язання нелінійних рівнянь Забускі дійшов висновку про важливість візуалізації одержуваних рішень. У 1990 році разом з Франсуа Бітцем (François Bitz) він запропонував термін «візіометрика» (англ. visiometrics) для позначення заснованого на візуалізації підходу до аналізу властивостей динамічних і хвильових систем і надалі активно популяризував цей напрямок досліджень.

## Нагороди
- Стипендія Гуґґенгайма (1971)[3]
- Медаль Говарда Поттса (1986) «за роботу у галузі математичної фізики та творче поєднання аналізу й обчислень, а також за роботу за властивостями солітонів»[8]
- Премія Отто Лапорте (2003) «за новаторський і тривалий внесок у нелінійну та вихрову фізику й обчислювальну гідродинаміку, зокрема: за солітон; контурну динаміку та V-стану для двовимірних потоків; вихрові снаряди для прискорених неоднорідних потоків; та візіометрику для полегшення моделювання»[9].

## Вибіркові публікації
- Zabusky N.J., Kruskal M.D. Interaction of "Solitons" in a Collisionless Plasma and the Recurrence of Initial States // Physical Review Letters. — 1965. — Т. 15, № 6 (25 березня). — С. 240-243. — DOI:10.1103/PhysRevLett.15.240.
- Zabusky N.J. A Synergetic Approach to Problems of Nonlinear Dispersive Wave Propagation and Interaction // Nonlinear Partial Differential Equations: A Symposium on Methods of Solution. — Academic Press, 1967. — 25 березня. — С. 223-258. — DOI:10.1016/B978-1-4831-9647-3.50019-4.
- Zabusky N.J. Solitons and Bound States of the Time-Independent Schrödinger Equation // Physical Review. — 1968. — Т. 168, № 1 (25 березня). — С. 124-128. — DOI:10.1103/PhysRev.168.124.
- Zabusky N.J., Galvin C.G. Shallow-water waves, the Korteweg-deVries equation and solitons // Journal of Fluid Mechanics. — 1971. — Т. 47, № 4 (25 березня). — С. 811-824. — DOI:10.1017/S0022112071001393.
- Tappert F.D., Zabusky N.J. Gradient-Induced Fission of Solitons // Physical Review Letters. — 1971. — Т. 27, № 26 (25 березня). — С. 1774-1776. — DOI:10.1103/PhysRevLett.27.1774.
- Deem G.S., Zabusky N.J. Vortex Waves: Stationary "V States," Interactions, Recurrence, and Breaking // Physical Review Letters. — 1978. — Т. 40, № 13 (25 березня). — С. 859-862. — DOI:10.1103/PhysRevLett.40.859.
- Zabusky N.J., Hughes M.H., Roberts K.V. Contour dynamics for the Euler equations in two dimensions // Journal of Computational Physics. — 1979. — Т. 30, № 1 (25 березня). — С. 96-106. — DOI:10.1016/0021-9991(79)90089-5.
- Zabusky N.J. Computational synergetics and mathematical innovation // Journal of Computational Physics. — 1981. — Т. 43, № 2 (25 березня). — С. 195-249. — DOI:10.1016/0021-9991(81)90120-0.
- Overman E.A., Zabusky N.J. Evolution and merger of isolated vortex structures // The Physics of Fluids. — 1982. — Т. 25, № 8 (25 березня). — С. 1297-1305. — DOI:10.1063/1.863907.
- Melander M.V., Zabusky N.J., Mcwilliams J.C. Symmetric vortex merger in two dimensions: causes and conditions // Journal of Fluid Mechanics. — 1988. — Т. 195 (25 березня). — С. 303-340. — DOI:10.1017/S0022112088002435.
- Samtaney R., Silver D., Zabusky N., Cao J. Visualizing features and tracking their evolution // Computer. — 1994. — Т. 27, № 7 (25 березня). — С. 20-27. — DOI:10.1109/2.299407.
- Zabusky N.J. Vortex paradigm for accelerated inhomogeneous flows: Visiometrics for the Rayleigh-Taylor and Richtmyer-Meshkov environments // Annual Review of Fluid Mechanics. — Annual Reviews, 1999. — Т. 31 (25 березня). — С. 495-536. — DOI:10.1146/annurev.fluid.31.1.495.